# بناتکی (ناحیه سویتاوی)
بناتکی (به چکی: Benátky) یک منطقهٔ مسکونی در جمهوری چک است که در ناحیه سویتاوی واقع شده‌است. بناتکی ۴٫۷۹ کیلومتر مربع مساحت و ۳۶۹ نفر جمعیت دارد و ۳۵۰ متر بالاتر از سطح دریا واقع شده‌است.